# Стрельба из лука на Маккабиаде 2017
Соревнования по стрельбе из лука на Маккабиаде 2017 прошли с 10 по 13 июля в институте Уингейта город Нетания.  
Спортсмены соревновались в стрельбе на дистанциях 18, 50/70 метров в двух типах лука: Олимпийский лук и Блочный лук (компаунд). Возрастная категория: открытые соревнования.  
Разыграны 9 комплектов наград.

## Участники соревнований
В соревнованиях участвовали спортсмены из 9 стран:
 Аргентина (3),  Австралия (1),  Чехия (1),  Испания (1),  Франция (5),  Израиль (27),  Мексика (3),  Украина (5),  США (1)

## Медали
В командных соревнованиях медали были разыграны только в стрельбе из Олимпийского лука с дистанции 18 метров.

### Общий зачёт
| Общее количество медалей | Общее количество медалей | Общее количество медалей | Общее количество медалей | Общее количество медалей | Общее количество медалей |
| Место                    | Страна                   | Золото                   | Серебро                  | Бронза                   | Всего                    |
| ------------------------ | ------------------------ | ------------------------ | ------------------------ | ------------------------ | ------------------------ |
| 1                        | Израиль                  | 7                        | 5                        | 4                        | 16                       |
| 2                        | Украина                  | 1                        | 2                        | 1                        | 4                        |
| 3                        | Испания                  | 1                        | 0                        | 0                        | 1                        |
| 4                        | Франция                  | 0                        | 1                        | 1                        | 2                        |
| 4                        | Чехия                    | 0                        | 1                        | 1                        | 2                        |
| 5                        | Аргентина                | 0                        | 0                        | 1                        | 1                        |
| 5                        | Мексика                  | 0                        | 0                        | 1                        | 1                        |

### Личный зачёт
| Общее количество медалей | Общее количество медалей | Общее количество медалей | Общее количество медалей | Общее количество медалей | Общее количество медалей |
| Место                    | Страна                   | Золото                   | Серебро                  | Бронза                   | Всего                    |
| ------------------------ | ------------------------ | ------------------------ | ------------------------ | ------------------------ | ------------------------ |
| 1                        | Израиль                  | 6                        | 5                        | 4                        | 15                       |
| 2                        | Украина                  | 1                        | 2                        | 1                        | 4                        |
| 3                        | Испания                  | 1                        | 0                        | 0                        | 1                        |
| 4                        | Чехия                    | 0                        | 1                        | 1                        | 2                        |
| 5                        | Франция                  | 0                        | 0                        | 1                        | 1                        |
| 5                        | Мексика                  | 0                        | 0                        | 1                        | 1                        |

### Командный зачёт
| Общее количество медалей | Общее количество медалей | Общее количество медалей | Общее количество медалей | Общее количество медалей | Общее количество медалей |
| Место                    | Страна                   | Золото                   | Серебро                  | Бронза                   | Всего                    |
| ------------------------ | ------------------------ | ------------------------ | ------------------------ | ------------------------ | ------------------------ |
| 1                        | Израиль                  | 1                        | 0                        | 0                        | 1                        |
| 2                        | Франция                  | 0                        | 1                        | 0                        | 1                        |
| 3                        | Аргентина                | 0                        | 0                        | 1                        | 1                        |

## Индивидуальное первенство

### Мужчины
| Дисциплина                    | Золото                     | Серебро                   | Бронза                    |
| Классический лук 50/70 метров | Израиль Гилель Клайнер     | Израиль Натан Гофман      | Чехия Войтек Дуб          |
| Блочный лук 50/70 метров      | Израиль Леонид Сидоровский | Израиль Иехонатан Меламед | Украина Дмитрий Львовский |
| Классический лук 18 метров    | Израиль Гилель Клайнер     | Чехия Войтек Дуб          | Израиль Натан Гофман      |
| Блочный лук 18 метров         | Израиль Ронен Зильберман   | Украина Дмитрий Львовский | Израиль Эрик Сорокер      |

### Женщины
| Дисциплина                    | Золото                   | Серебро                   | Бронза                     |
| Классический лук 50/70 метров | Испания Сара Рубио       | Израиль Олимпия Краус     | Израиль Хагар Сабати       |
| Блочный лук 50/70 метров      | Израиль Наталия Залевски | Украина Ирина Чорба       | Израиль Ривка Сидоровский  |
| Классический лук 18 метров    | Израиль Хагар Сабати     | Израиль Яара Сарфати Зута | Франция Изабелла Вакнин    |
| Блочный лук 18 метров         | Украина Ирина Чорба      | Израиль Элен Петер        | Мексика Сандра Массри Дана |

## Командное первенство
Команды выступали в смешанном составе.
Медали были разыграны только в стрельбе из Олимпийского лука с дистанции 18 метров.
| Дисциплина                    | Золото                                                                         | Серебро                                                                       | Бронза                                        |
| Классический лук 50/70 метров | Израиль · Марина Касперук, Гилель Клайнер · (комплект медалей не был разыгран) | Франция · Максим Лелуш, Изабелла Вакнин · (комплект медалей не был разыгран)  | Не разыгрывались                              |
| Блочный лук 50/70 метров      | Украина · Ирина Чорба, Дмитрий Львовский · (комплект медалей не был разыгран)  | Израиль · Кфир Безар, Наталия Залевси · (комплект медалей не был разыгран)    | Не разыгрывались                              |
| Классический лук 18 метров    | Израиль · Гилель Клайнер, Хагар Сабати                                         | Франция · Максим Лелуш, Изабелла Вакнин                                       | Аргентина · Алисия Кисилоф, Хорге Дарио Урман |
| Блочный лук 18 метров         | Израиль · Элен Петер, Эрик Сорокер · (комплект медалей не был разыгран)        | Украина · Ирина Чорба, Дмитрий Львовский · (комплект медалей не был разыгран) | Не разыгрывались                              |